# (3813) Фортов
(3813) Фортов (лат. Fortov) — типичный астероид главного пояса, открыт 30 августа 1970 года советским астрономом Тамарой Смирновой в Крымской астрофизической обсерватории и 26 февраля 1994 года назван в честь советского и российского физика Владимира Фортова.

## Обнаружение и именование
(3813) Фортов
Открыт 30 августа 1970 года в Научном Т. М. Смирновой.
Назван в честь российского академика Владимира Евгеньевича Фортова (1946— ), хорошо известного своими работами по теории высокоскоростных процессов горения и удара. Внёс ценный вклад в теорию взаимодействия космических тел с атмосферой и поверхностью Земли. Название предложено Международным институтом проблем астероидной опасности (Санкт-Петербург).
Оригинальный текст (англ.)3813 Fortov
Discovered 1970-08-30 by Smirnova, T. at Nauchnyj.
Named in honor of Russian academician Vladimir Evgen'evich Fortov (1946— ), well-known for his work on the theory of high-velocity processes of burning and impact. He has made valuable contributions to the theory of the interaction of cosmic bodies with the earth's atmosphere and surface. Name proposed by the International Institute of Problems of the Asteroid Hazard (St. Petersburg).
Источники: DISCOVERY.DB; M.P.C. 23136.

## Орбита

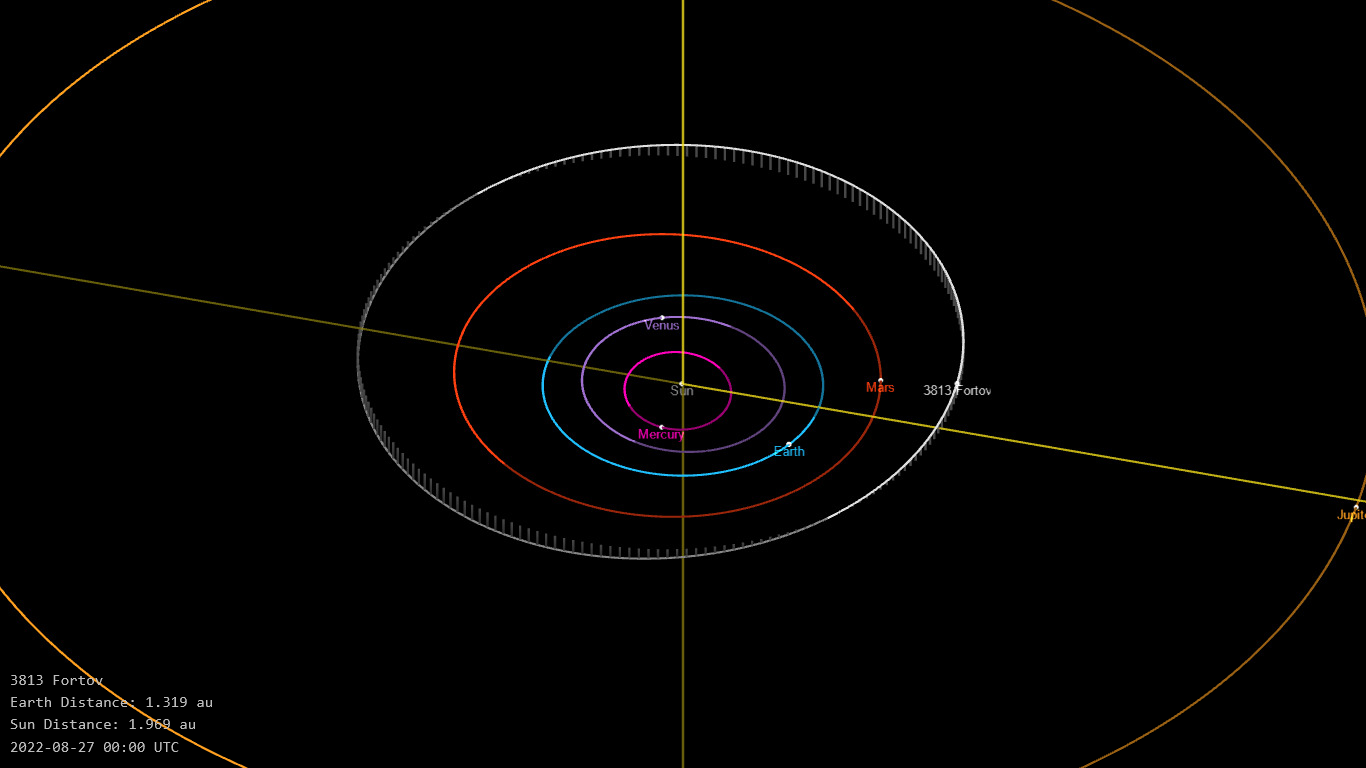
Орбита астероида Фортов и его положение в Солнечной системе

## Физические характеристики
Из результатов второго этапа спектроскопической съёмки малых астероидов главного пояса (Small Main-belt Asteroid Spectroscopic Survey, SMASSII) и из наблюдений системы Asteroid Terrestrial-impact Last Alert System следует, что астероид относится к таксономическому классу S.
По результатам наблюдений в видимом и ближнем инфракрасном диапазоне космического телескопа NEOWISE и съёмки в инфракрасном диапазоне галактической плоскости Млечного Пути (MIPSGAL extensive infrared survey) и участка в созвездии Тельца (Taurus Legacy survey) на космическом телескопе Спитцер диаметр астероида оценивался равным 5,108±0,086 км, 5,915±0,727 км и 4,76±0,99 км. Согласно тем же источникам альбедо оценивается как 0,3238±0,0274, 0,222±0,049, 0,23±0,10 и 0,324±0,027.